# Acanthogyrus acanthuri
Acanthogyrus acanthuri är en hakmaskart som först beskrevs av Cable och Quick 1954.  Acanthogyrus acanthuri ingår i släktet Acanthogyrus och familjen Quadrigyridae. Inga underarter finns listade i Catalogue of Life.